# PinkNews
PinkNewsは、イギリスおよび世界中のレズビアン・ゲイ・バイセクシュアル・トランスジェンダーのコミュニティ（LGBT）に販売されている、イギリスを拠点とするオンライン新聞である。2005年にベンジャミン・コーエンによって設立された。2015年3月現在のイギリスの編集者はNick Duffyである。
PinkNewsは、世界中のLGBTの権利に関する政治的進歩を綿密に追跡し、文化人、政治家、イギリス首相へのインタビューなどを行っている。ニュースはさまざまなセクションに分かれており、デフォルトでは最新の主要なトレンド記事がホームページに表示されている。読者は、トランスジェンダー、エンターテインメント、世界、政治、芸術、オピニオンなど、最も関心のあるセクションだけにニュースをフィルタリングできるようになっている。
2006年に紙版のThe PinkNewsが正式に発売された。しかし、2007年に印刷版が廃止されると、PinkNewsはオンラインのみの出版物になった。ウェブサイトは存続し、毎日ニュースが更新されている。
PinkNewsは、同性愛と宗教のトピックに特別な注意を払っている。ジャスティン・ウェルビーがイングランド国教会の同性愛へのアプローチについて議論した2014年に、カンタベリー大主教にインタビューした数少ないLGBT出版物の1つになった。
PinkNewsは、2013年に運営が開始され、毎年ウェストミンスターで開催されるPinkNews Awardsも運営している。PinkNews Awardsは、審査員団とともに一般市民によって投票が行われ、LGBT分野における活動家、政治家、企業の業績を称えることを目的としている。これまでの著名なPinkNews Awardsの受賞者には、John Bercow、Nick Clegg、Richard Branson、Ed Miliband、Alex Salmond、David Cameronなどがいる。

## 編集ポリシーと政治家へのインタビュー
PinkNewsの編集上のスタンスは、党派的な方法でキャンペーンを行うことではなく、LGBTを支持するスタンスを持っている政治家にインタビューを行うことにある。PinkNewsは選挙で政党を支持していないが、過去の選挙では、「同性愛者の権利問題に対する立場に基づいて」政党に関係なく、個々の政治家を支持してきた。
PinkNewsはこれまで、John Major、Tony Blair、Gordon Brown、David Cameron、Theresa May、Boris Johnsonの6人のイギリス首相にインタビューを行ってきた。PinkNewsはイギリスのその他の政治家にもインタビューを行っていて、インタビューを受けたNick CleggとJeremy Corbynは、新聞に寄稿している。2020年1月2日、イギリスのMP（国会議員）のレイラ・モーランは、PinkNewsのインタビューで自身が全性愛であることを公表した。彼女はイギリスの国会議員になった初めての全性愛者であると考えられている。